# Ревизия брюшной полости
Ревизия брюшной полости — это медицинская процедура, которая используется для осмотра и проверки органов внутри брюшной полости. Во время ревизии брюшной полости хирург делает небольшие разрезы в брюшной стенке для доступа к органам. С помощью специальных инструментов и оптической системы он осматривает органы в поисках потенциальных проблем, таких как опухоли, инфекции или травмы. Эта процедура может проводиться как часть операции для выявления причины боли или неясных симптомов, так и как диагностическая процедура. Она помогает врачам получить более точное представление о состоянии органов в брюшной полости и принять решение о дальнейшем лечении или оперативном вмешательстве.

### Основные этапы[3]
• В ходе обследования руководствуются предоперационными предположениями, но первым определяющим признаком может стать присутствие патологического содержимого брюшной полости.
• Ревизия брюшинной полости проводится для обнаружения поврежденных органов при травмах живота и для выяснения источника воспалительного процесса.
• Если в брюшинной полости есть кровь, то в первую очередь обследуют паренхиматозные органы: печень, селезенку, поджелудочную железу.
• Осмотр толстой кишки начинают с ревизии илеоцекального угла, методика аналогична ревизии тонкой кишки.
• Ревизию органов брюшной полости заканчивают осмотром органов брюшинного этажа малого таза.
• Брюшную стенку зашивают наглухо или с введением дренажей в зависимости от показаний..